# Walt Disney Pictures
Walt Disney Pictures is een van de grootste filmstudio's ter wereld. Het maakt deel uit van Walt Disney Studios, dat in het bezit is van The Walt Disney Company. 

## Geschiedenis
Walt Disney Pictures is opgericht als divisie van het concern in 1983. Daarvoor werden alle Disney-films onder de merknaam van het moederbedrijf Walt Disney Productions uitgebracht.
Films van Walt Disney Animation Studios en Pixar Animation Studios worden onder het label Walt Disney Pictures uitgebracht en gepromoot. De distributie van de films wordt verzorgd door Walt Disney Studios Motion Pictures.
Het bedrijf produceert Disney's familievriendelijke films en enkel films voor die geschikt zijn voor alle leeftijden. Echter sinds 2003 heeft de studio ervoor gekozen om ook films buiten die range uit te brengen, waaronder Pirates of the Caribbean: The Curse of the Black Pearl, het vervolg uit 2006 Pirates of the Caribbean: Dead Man's Chest het tweede vervolg Pirates of the Caribbean: At World's End (2007), het derde vervolg Pirates of the Caribbean: On Stranger Tides (2010) en het vierde vervolg Pirates of the Caribbean: Dead Men Tell No Tales (2017).